# Jenotajevkai járás

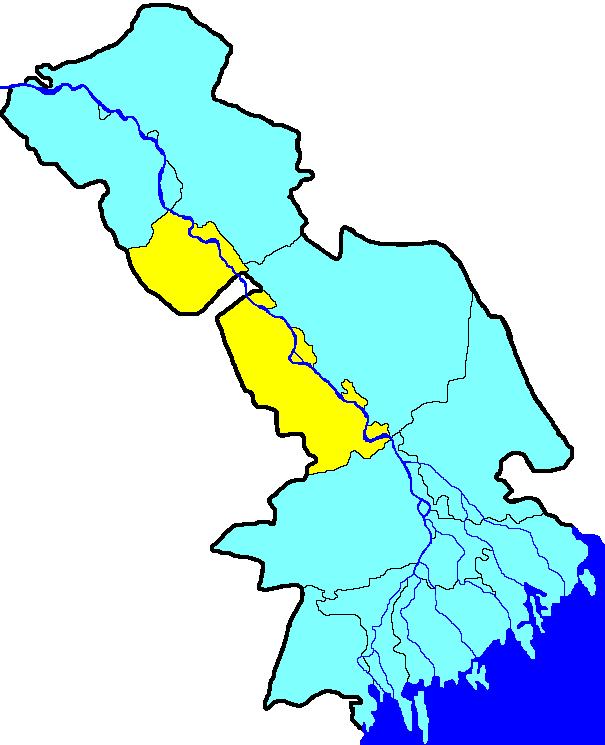
A Jenotajevkai járás az Asztraháni területen

A Jenotajevkai járás (oroszul Енотаевский муниципальный район) Oroszország egyik járása az Asztraháni területen. Székhelye Jenotajevka.

## Népesség
- 1989-ben 29 093 lakosa volt.
- 2002-ben 27 625 lakosa volt.
- 2010-ben 26 786 lakosa volt, melyből 16 857 orosz, 5 921 kazah, 1 533 csecsen, 580 koreai, 578 kalmük, 271 dargin, 129 tatár, 118 avar, 100 ukrán, 69 örményi, 67 azeri, 59 mordvin, 33 üzbég, 29 csuvas, 29 tadzsik, 27 rutul, 17 német, 16 cigány, 15 kumik, 14 moldáv, 12 caur, 12 lak, 12 oszét, 11 fehérorosz stb.